# Bamse og heksens datter
Bamse og heksens datter er en svensk animeret eventyrfilm for børn fra 2016 baseret på seriefiguren Bamse.

## Medvirkende
| Rolle          | Svensk stemme            | Dansk stemme          |
| -------------- | ------------------------ | --------------------- |
| Bamse          | Peter Haber              | Niels Olsen           |
| Lille Hopsa    | Morgan Alling            | Henrik Koefoed        |
| Ole Opfinder   | Steve Kratz              | Claus Bue             |
| Liva           | Laura Jonstoij Berg      | Liva Elvira Magnussen |
| Heksen Hatiora | Ingela Olsson            | Mette Marckmann       |
| Krøsus Mus     | Jonas Karlsson           | Søren Hauch-Fausbøll  |
| Fortæller      | Tomas Bolme              | Ole Fick              |
| Bamsemaja      | Tea Stjärne              | Marie Dietz           |
| Brummelise     | Maria Bolme              | Jette Sievertsen      |
| Farmor         | Maria Langhammer         | Judith Rothenborg     |
| Ulven          | Shebly Niavarani         | Benjamin Kitter       |
| Bisse og Busse | Leif Andrée              | Dick Kaysø            |
| Frøken Fiffi   | Karin Gidfors            | Annevig Schelde Ebbe  |
| Stik           | Malin Cederbladh         | Mathias Klenske       |
| Torn           | Christer Fant            | Bjarne Antonisen      |
| Bøllemus       | Andreas Rothlin Svensson | Peter Zhelder         |